# Обнажённая, сидящая на диване
«Обнажённая, сидящая на диване» (итал. Nudo seduto su un divano) — картина итальянского художника Амедео Модильяни, написанная в 1917 году.

## Описание
Модильяни написал с 1917 по 1919 год серию полотен в жанре ню. Эта серия картин была заказана дилером и другом Модильяни Леопольдом Зборовским, который предоставил художнику свою квартиру, искал моделей и поставлял материалы для рисования, а также платил ему от пятнадцати до двадцати франков в день за его работу. Эта картина, написанная в 1917 году, стала одной из самых скандальных на выставке в Париже.

## Провенанс
В 1999 году картина была продана за 16,7 млн долларов, что стало рекордной ценой для картины художника. 2 ноября 2010 года картина была продана на аукционе «Сотбис» в Нью-Йорке за 68,962 миллиона долларов, что стало рекордом для картин Модильяни.